# Szumowo (powiat de Zambrów)
Pour les articles homonymes, voir Szumowo.
Szumowo est un village polonais de la voïvodie de Podlachie et du powiat de Zambrów. Il est le siège de la gmina de Szumowo et compte environ 1 100 habitants.